# Endre Angyal
Endre Angyal (n. 25 septembrie 1915, Pozsony-d. 28 martie 1976, Pécs) a fost un scriitor și istoric literar maghiar.